# Elie Van Vlierberghe
Elie Van Vlierberghe, (26 juni 1952) is een gewezen Belgische atleet, die zich had toegelegd op het polsstokhoogspringen. Hij veroverde twee Belgische titels.

## Biografie
Van Vlierberghe werd in 1976 voor het eerst Belgisch kampioen. Het jaar nadien verbeterde hij het Belgisch record van Patrick Desruelles tot 5,05 m. Hij werd dat jaar opnieuw Belgisch kampioen en verbeterde daarna samen met Desruelles het Belgisch record tot 5,10 m.

### Clubs
Van Vlierberghe was aangesloten bij AC Waasland. Na zijn actieve carrière werd hij trainer.

## Belgische kampioenschappen
| Onderdeel        | Jaar       |
| ---------------- | ---------- |
| polsstokspringen | 1976, 1977 |

## Persoonlijke records
| Onderdeel        | Prestatie | Datum            | Plaats     |
| ---------------- | --------- | ---------------- | ---------- |
| polsstokspringen | 5,10 m    | 8 september 1977 | Brasschaat |

## Palmares

### polsstokspringen
- 1976:  BK AC – 4,80 m
- 1977:  BK AC – 4,90 m

## Onderscheidingen
- Gouden Spike - 1977